# Atlético Clube Caruaru
Atlético Clube Caruaru foi um clube brasileiro de futebol profissional da cidade de Caruaru, no estado de Pernambuco. Foi refundado em 1979 a partir do Esporte Clube Caruaru.

## História
O Atlético Caruaru estreou no futebol durante o jogo contra o Ypiranga, em Santa Cruz do Capibaribe. Vestindo um uniforme semelhante ao do Grêmio (o Esporte Clube Caruaru possuía camisas listradas na horizontal em vermelho e preto), o novo clube terminou derrotado por 2 a 1.
Em 13 anos de existência, a Pantera do Agreste' disputou o Campeonato Pernambucano de Futebol seguidamente até 1987, ficando de fora da edição de 1988. Tendo como melhor resultado um 5º lugar em sua estreia, a última participação do Atlético na primeira divisão estadual foi em 1992.

## Participações em competições oficiais
- Campeonato Pernambucano de Futebol: 1979, 1980, 1981, 1982, 1983, 1984, 1985, 1986, 1987, 1989, 1990, 1991 e 1992.[1]

## Títulos

### Estaduais
- Torneio Incentivo da FPF: 1983
- Torneio Início: 1981.